# Masdevallia torta
Masdevallia torta är en orkidéart som beskrevs av Heinrich Gustav Reichenbach. Masdevallia torta ingår i släktet Masdevallia och familjen orkidéer.
Artens utbredningsområde är Colombia. Inga underarter finns listade i Catalogue of Life.